# اقتصاد نيجيريا
الاقتصاد النيجيري هو اقتصاد متوسط الدخل ومختلط وسوق ناشئة، مع التوسع في قطاعات التصنيع والمالية والخدمات والاتصالات والتكنولوجيا والترفيه.  صُنف في المرتبة 26 من حيث أكبر اقتصاد في العالم حسب الناتج المحلي الإجمالي الاسمي، والمرتبة 24 من حيث تعادل القوة الشرائية. نيجيريا لديها ثاني أكبر اقتصاد في أفريقيا. أصبح قطاع التصنيع الذي عاود الظهور هو الأكبر في القارة في عام 2013، وينتج نسبة كبيرة من السلع والخدمات لشبه القارة الأفريقية الغربية. بالإضافة إلى ذلك، تبلغ نسبة الدين العام إلى الناتج المحلي الإجمالي 16.075٪ اعتبارًا من عام 2019.
تضاعف إجمالي الناتج المحلي النيجيري وفقًا لتعادل القوة الشرائية ثلاث مرات تقريبًا من 170 مليار دولار في عام 2000 إلى 451 مليار دولار في عام 2012،  وبإضافة تقديرات حجم القطاع غير الرسمي(1) تقترب الأرقام الفعلية إلى 630 مليار دولار. في المقابل، تضاعف نصيب الفرد من الناتج المحلي الإجمالي من 1400 دولار للفرد في عام 2000 إلى ما يقدر بنحو 2800 دولار للفرد(2) في عام 2012(3). كان من المقرر مراجعة هذه الأرقام صعودًا بنسبة تصل إلى 80٪ عند إعادة حساب المقاييس بعد إعادة تأسيس اقتصادها في أبريل 2014.
على الرغم من أن عائدات النفط تساهم بثلثي إيرادات الدولة، يساهم النفط بحوالي 9٪ فقط من الناتج المحلي الإجمالي. تُنتج نيجيريا حوالي 2.7٪ فقط من إمدادات النفط العالمية. لا تزال الإيرادات الحكومية تعتمد كثيرًا على هذا القطاع لأهميته إلا أنه لا يزال جزءًا صغيرًا من الاقتصاد الكلي للبلاد.
لم يواكب القطاع الزراعي الذي يعتمد على الكفاف إلى حد كبير النمو السكاني السريع، ونيجيريا التي كانت ذات يوم مصدرًا كبيرًا للأغذية صارت الآن  تستورد بعض منتجاتها الغذائية، على الرغم من أن المكننة أدت إلى طفرة جديدة في تصنيع وتصدير المنتجات الغذائية، والتوجه نحو الاكتفاء الغذائي. في عام 2006، توصلت نيجيريا إلى اتفاق مع نادي باريس لإعادة شراء الجزء الأكبر من ديونها المستحقة عليهم مقابل سداد نقدي يبلغ حوالي 12 مليار دولار أمريكي.
وفقًا لتقرير سيتي غروب الذي نُشر في فبراير 2011، سيكون لنيجيريا أعلى متوسط نمو للناتج المحلي الإجمالي في العالم بين عامي 2010 و 2050. نيجيريا هي واحدة من دولتين من أفريقيا من بين 11 دولة من الدول المولدة للنمو العالمي.

## نظرة عامة
نيجيريا هي بلد في غرب أفريقيا وأكبر دولة في أفريقيا من حيث تعداد السكان، تبلغ حوالي 200 مليون نسمة. من موارد الدولة النفط الخام والكاسافا. العملة النيجيريّة هي النايرا. للبلد حدود مع كل من بنين في الغرب، تشاد والكاميرون في الشرق، النيجر في الشمال وخليج غينيا في الجنوب. عاصمة نيجيريا هي أبوجا منذ عام 1991 وكانت لاجوس العاصمة السابقة. الاسم الرسمي للبلاد هو جمهورية نيجيريا الإتحادية.
اقتصاد نيجيريا مشابه كثيرا من هيكل لاقتصاد في البلدان الأفريقية، ولكن على نطاق أوسع: فهي تعتمد على العمالة والموارد الطبيعية الوفيرة، وأيضا هناك تهريب أموال بسبب الممارسات المالية غير المشروعة الناتجة عن الفساد والتعتيم. فالنظام المالي العام يقف عائقا كبيرا أمام التنمية. وتعتبر البلد الأكثر سكانا في أفريقيا، وأول دولة منتجة للنفط، وتحتل المرتبة رقم 121 من الدول التي بها فساد من أصل 180 بلدا.
إجمالي ناتجها المحلي من الخام(GDP) للفرد في متوسط البلدان الأفريقية، ولكن لا يزال أقل بكثير من ماكان عليه قبل الاستقلال. حوالي ثلثي السكان يعيشون تحت خط الفقر (مستوى معيشتهم دولار في اليوم الواحد)، مقابل 43٪ في عام 1985. وعلى الرغم من هذا، بفضل القدرات البشرية وثرواتها من الموارد الطبيعية، استطاعت نيجيرياأن تصبح في المرتبة الثانية في السلطة في جنوب الصحراء الكبرى، بعد جنوب أفريقيا. وإجمالي ناتجها المحلي يقرب من 315 مليار دولار، فهي ثالث دولة في أفريقيا بعد جنوب أفريقيا ومصر في عام 2009 في القوة الشرائية. وهناك نشاط اقتصادي كبير في جنوب المنطقة الساحلية من البلاد، وخاصة في منطقة لاجوس. على الرغم من ذلك طُورت الزراعة في البلاد في السنوات الأخيرة وأصبح نصيب الفرد 33٪ من إجمالي الناتج المحلي في عام 2009 مع ظهور الشركات المحلية مثل دانجوت التي كانت تصدر الموز، والكاكاو، والفول السوداني، إلخ. على الرغم من أن هذه الفاكهة لم تكن موجودة في كل البلد.
نيجيريا هي شريك الولايات المتحدة التجاري الأكبر في جنوب الصحراء الكبرى بأفريقيا، ويرجع ذلك إلى حد كبير إلى المستوى العالي لواردات النفط من نيجيريا، والتي تقدر ب 8 ٪ من واردات الولايات المتحدة من النفط—أي ما يقرب من نصف إنتاج نيجيريا من النفط يوميا. ونيجيريا هي خامس أكبر مصدر للنفط إلى الولايات المتحدة بلغت قيمة التجارة في العام 2010 أكثر من 34 مليار دولار، بزيادة 51 ٪ خلال عام 2009، ويرجع ذلك إلى حد كبير إلى الانتعاش في الأسعار الدولية للنفط الخام. وكانت صادرات السلع الأمريكية إلى نيجيريا في عام 2010 من الحبوب (القمح والأرز)، والسيارات، والمنتجات النفطية، والآلات تبلغ قيمتها أكثر من 4 مليارات دولار. في عام 2010، كانت واردات الولايات المتحدة من نيجيريا بأكثر من 30 مليار دولار، وتتكون في معظمها من النفط الخام. وشكلت والكاكاو، والبوكسيت والألمنيوم والتبغ والشموع، والمطاط، والحبوب نحو 73 مليون دولار من واردات الولايات المتحدة من نيجيريا في عام 2010.
الزراعة والغابات والصيد : هناك شكلين رئيسيين من الزراعة في هذه الدولة وهما إنتاج المحاصيل الغذائية وإنتاج المحاصيل الصناعية. ا لمحاصيل الغذائية المنتجة تشمل الأرز واليام والكسافا والفواكه والخضروات (المانجو والباباية، والأناناس والموز والفلفل وأصابع توما). ويتم إنتاج هذه المحاصيل على نطاق واسع من المناطق الإيكولوجية داخل الدولة مع استثناء مستنقع المانغروف والمناطق الرملية الساحلية.وتشمل المحاصيل الصناعية المطاط وزيت النخيل ونواة النخيل. وتوجد هناك ثروة سمكية ومصائد للاسماك وتربية الأسماك والاحياء المائية.
في عام 2014، غيرت نيجيريا تحليلها الاقتصادي ليحسب المساهمين الذين يتزايد عددهم بسرعة في الناتج المحلي الإجمالي، مثل الاتصالات السلكية واللاسلكية، والخدمات المصرفية، وصناعة الأفلام.
في عام 2005، توصلت نيجيريا إلى اتفاق مع نادي باريس للدول المقرضة لإلغاء جميع ديونها الخارجية الثنائية. وبموجب الاتفاقية، سوف يتنازل المقرضون عن معظم الديون، وستدفع نيجيريا الباقي بجزء من عائدات الطاقة. علاوة على ذلك، فإن رأس المال البشري متخلف - احتلت نيجيريا المرتبة 151 من بين الدول في مؤشر الأمم المتحدة للتنمية في عام 2004  - والبنية التحتية غير المتعلقة بالطاقة غير كافية.
من عام 2003 إلى عام 2007، حاولت نيجيريا تنفيذ برنامج إصلاح اقتصادي يسمى إستراتيجية تنمية التمكين الاقتصادي الوطني (NEEDS). كان الغرض من نيدز هو رفع مستوى المعيشة في البلاد من خلال مجموعة متنوعة من الإصلاحات، ويشمل استقرار الاقتصاد الكلي، ورفع القيود، والتحرير، والخصخصة، والشفافية، والمساءلة.
عالجت نيدز أوجه القصور الأساسية، مثل نقص المياه العذبة للاستخدام المنزلي والري، وإمدادات الطاقة غير الموثوقة، والبنية التحتية المتدهورة، والعوائق التي تعترض المشاريع الخاصة، والفساد. تهدف نيدز إلى خلق 7 ملايين وظيفة جديدة، وتنويع الاقتصاد، وتعزيز الصادرات غير المتعلقة بالطاقة، وزيادة استخدام القدرات الصناعية، وتحسين الإنتاجية الزراعية. ومن المبادرات ذات الصلة على مستوى الولاية إستراتيجية تنمية التمكين الاقتصادي للدولة (SEEDS).
برنامج التنمية الاقتصادية على المدى الطويل هو من أهداف الألفية الوطنية لنيجيريا برعاية الأمم المتحدة. في إطار هذا البرنامج، الذي يغطي السنوات من 2000 إلى 2015، تلتزم نيجيريا بتحقيق مجموعة واسعة من الأهداف الطموحة التي تشمل الحد من الفقر والتعليم والمساواة بين الجنسين والصحة والبيئة والتعاون الإنمائي الدولي. في تحديث صدر في عام 2004، وجدت الأمم المتحدة أن نيجيريا تحرز تقدمًا نحو تحقيق العديد من الأهداف ولكنها كانت مقصرة في تحقيق أهداف أخرى. وعلى وجه التحديد، دفعت نيجيريا الجهود لتوفير التعليم الابتدائي للجميع وحماية البيئة.
أحد الشروط الأساسية لتحقيق العديد من هذه الأهداف الجديرة بالاهتمام هو الحد من الفساد المستشري، الذي يعيق التنمية ويلوث بيئة الأعمال في نيجيريا. حازت حملة الرئيس أولوسيغون أوباسانجو على الفساد، والتي تشمل اعتقال مسؤولين متهمين بارتكاب جرائم وسرقة أموال، على إشادة البنك الدولي. في سبتمبر 2005، بدأت نيجيريا، بمساعدة البنك الدولي، في استرداد 458 مليون دولار أمريكي من الأموال غير المشروعة التي أودعتها الدكتاتور العسكري الراحل ساني أباتشا(5) في البنوك السويسرية. ورغم أن التقدم على نطاق واسع كان بطيئًا، فقد بدأت هذه الجهود تتضح في الدراسات الاستقصائية الدولية للفساد. تحسن ترتيب نيجيريا باستمرار منذ عام 2001 حيث احتلت المرتبة 147 من أصل 180 دولة في مؤشر مدركات الفساد لعام 2007 الصادر عن منظمة الشفافية الدولية.
يعاني الاقتصاد النيجيري من أزمة إمدادات مستمرة في قطاع الطاقة. على الرغم من النمو الاقتصادي السريع، ووجود أكبر رواسب الفحم والنفط والغاز في العالم ومكانة البلاد كأكبر منتج للنفط في إفريقيا، غالبًا ما يواجه السكان صعوبات في إمدادات الطاقة. يتوقع ثلثا النيجيريين تحسن الظروف المعيشية في العقود القادمة.
احتلت نيجيريا المركز 109 في مؤشر الابتكار العالمي عام 2023، متقدمةً من المركز 118 عام 2021. لكنها ما لبثت أن تراجعت للمركز 113 وفق مؤشر عام 2024.

## التاريخ الاقتصادي
فيما يلي جدول لاتجاه الناتج المحلي الإجمالي لنيجيريا بأسعار السوق التقديرية من قبل صندوق النقد الدولي والأرقام بدولار أمريكي المليارات. الأرقام قبل عام 2000 هي توقعات رجعية من أرقام 2000-2012، بناءً على معدلات النمو التاريخية، ويجب استبدالها عندما تصبح البيانات متاحة. الرقم لعام 2014 مستمد من إعادة تأسيس النشاط الاقتصادي في وقت سابق من العام.
| عام  | إجمالي الناتج المحلي، (تعادل القوة الشرائية، بالمليارات) | صرف الدولار الأمريكي | مؤشر التضخم (2000 = 100) | نصيب الفرد من الدخل (مثل ٪ من الولايات المتحدة) |
| ---- | -------------------------------------------------------- | -------------------- | ------------------------ | ----------------------------------------------- |
| 1980 | * 58                                                     | 1 نيرة               | 1.30                     | 7٪                                              |
| 1985 | * 82                                                     | 3 نيرة               | 3.20                     | 5٪                                              |
| 1990 | * 118                                                    | 9 نيرة               | 8.10                     | 2.5٪                                            |
| 1995 | * 155                                                    | 50 نيرة              | 56                       | 3٪                                              |
| 2000 | 170                                                      | 100 نيرة             | 100                      | 3.5٪                                            |
| 2005 | 291                                                      | 130 نيرة             | 207                      | 4٪                                              |
| 2010 | 392                                                      | 150 نيرة             | 108                      | 5٪                                              |
| 2012 | 451                                                      | 158 نيرة             | 121                      | 7٪                                              |
| 2014 | 972                                                      | 180 نيرة             | 10                       | 11٪                                             |
| 2015 | 1،089                                                    | 220 نيرة             | 10                       | 10٪                                             |
| 2016 | 1،093                                                    | 280 نيرة             | 17                       | 10٪                                             |
| 2017 | 1،125                                                    | 360 نيرة             | 5 (تقديريا)              | 10٪                                             |

ملاحظات
سعر صرف الدولار الأمريكي هو متوسط تقديري للسعر الرسمي على مدار العام، ولا يعكس سعر السوق الموازي الذي يصل به عموم السكان إلى العملات الأجنبية. تراوح هذا المعدل من أعلى مستوى له عند 520 في مارس 2017 إلى أدنى مستوى عند 350 في أغسطس 2017، بسبب ندرة العملات الأجنبية (انخفضت أرباح النفط بمقدار النصف)، ونشاط المضاربة كما يزعم البنك المركزي. وطوال الوقت كان السعر الرسمي ثابتًا عند 360.
دخل الفرد (مثل ٪ من الولايات المتحدة الأمريكية) باستخدام بيانات من التقديرات الموجودة في رابط تعادل القوة الشرائية أعلاه، ومن تقديرات التعداد، بناءً على معدلات النمو بين فترات التعداد. على سبيل المثال، بلغ الناتج المحلي الإجمالي لعام 2017 1،125 مليار (نيجيريا) مقابل 19،417 مليار (الولايات المتحدة الأمريكية)، وقدر عدد السكان بـ 320 مليون مقابل 190 مليون. وبالتالي فإن النسبة هي (1125/19417) / (190/320)، والتي تصل تقريبًا إلى 0.0975. هذه تقديرات وتهدف إلى التعرف على الثروة النسبية ومستوى المعيشة، فضلاً عن إمكانات السوق للطبقة المتوسطة.
يوضح الجدول التالي توجه الترتيب العالمي للاقتصاد النيجيري، بالمقارنة مع دول أخرى في العالم، مشتق من القائمة التاريخية للدول حسب الناتج المحلي الإجمالي (تعادل القوة الشرائية).
| عام   | 2005 | 2006 | 2007 | 2008 | 2009 | 2010 | 2011 | 2012 | 2013 | 2014 | 2015 | 2016 | 2017 (تقديريًا) |
| ----- | ---- | ---- | ---- | ---- | ---- | ---- | ---- | ---- | ---- | ---- | ---- | ---- | -------------- |
| تصنيف | 52   | 47   | 38   | 37   | 34   | 31   | 31   | 30   | 23   | 20   | 21   | 22   | 23             |

يوضح هذا الجدول التالي التباين في سعر الصرف الموازي الذي يمكن من خلاله الحصول على الدولار من نايرا في لاغوس، حيث يكون «الأفضل» أرخص للنيجيري (أي أقوى نيرة).
| عام    | 2015 | 2016 | 2017 |
| ------ | ---- | ---- | ---- |
| الأفضل | 195  | 345  | 350  |
| أسوأ   | 237  | 490  | 520  |

لمقارنات تعادل القوة الشرائية، يبادل الدولار الأمريكي من 1 دولار أمريكي إلى 314.27 نايرا نيجيري (اعتبارًا من 2017).
توسع نصيب الفرد من الناتج المحلي الإجمالي الحالي في نيجيريا بنسبة 132٪ في الستينيات ليصل إلى ذروة نمو بلغت 283٪ في السبعينيات. لكن ثبت أن هذا غير مستدام، وبالتالي تقلص بنسبة 66٪ في الثمانينيات. في التسعينيات، دخلت مبادرات التنويع حيز التنفيذ أخيرًا وعاد النمو العقدي إلى 10٪. على الرغم من أن الناتج المحلي الإجمالي على أساس تعادل القوة الشرائية لم يرتفع حتى العقد الأول من القرن الحادي والعشرين.
في عام 2012، كان الناتج المحلي الإجمالي يتألف من القطاعات التالية: الزراعة: 40٪؛ الخدمات: 30٪ ؛ التصنيع: 15٪؛ زيت: 14٪. بحلول عام 2015، كان الناتج المحلي الإجمالي يتكون من القطاعات التالية: الزراعة: 18٪ ؛ الخدمات: 55٪؛ التصنيع: 16٪؛ زيت: 8٪
في عام 2005، كان معدل التضخم في نيجيريا يقدر بـ 15.6٪. هدف نيجيريا في إطار إستراتيجية التنمية الوطنية للتمكين الاقتصادي (NEEDS) هو خفض التضخم إلى خانة الآحاد. بحلول عام 2015، بلغ معدل التضخم في نيجيريا 9٪. في عام 2005، بلغت نفقات الحكومة الفيدرالية 13.54 مليار دولار أمريكي، بينما بلغت الإيرادات 12.86 مليار دولار أمريكي فقط، مما أدى إلى عجز في الميزانية بنسبة 5٪. بحلول عام 2012، بلغت النفقات 31.61 مليار دولار، في حين بلغت الإيرادات 54.48 مليار دولار.

## القطاعات الاقتصادية

### الزراعة

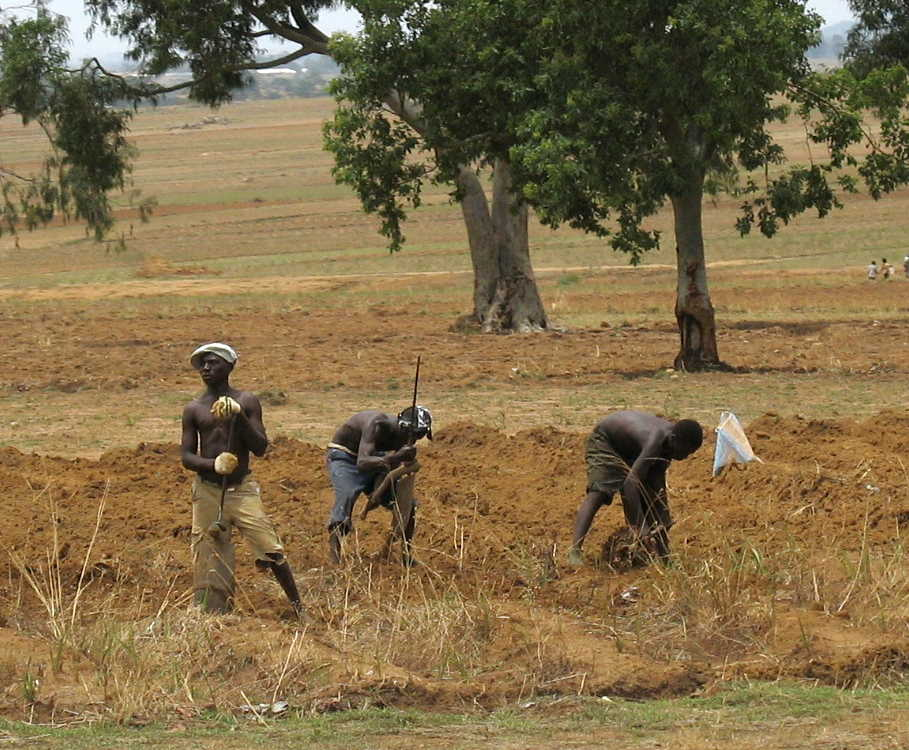
المزارعون النيجيريون في الحزام الأوسط (2006). 30٪ من النيجيريين يعملون في الزراعة.

الزراعة في نيجيريا هي فرع من فروع الاقتصاد في نيجيريا، وتوفر فرص عمل لحوالي 35٪ من السكان اعتبارًا من عام 2020. وفقًا لتقرير منظمة الأغذية والزراعة،  تظل الزراعة أساس الاقتصاد النيجيري، على الرغم من وجود النفط في البلاد. إنه المصدر الرئيسي لكسب الرزق لمعظم النيجيريين. يتكون القطاع الزراعي من أربعة قطاعات فرعية: إنتاج المحاصيل و الثروة الحيوانية والغابات وصيد الأسماك. في الربع الثالث من عام 2019، نما القطاع بنسبة 14.88٪ على أساس سنوي بالقيمة الاسمية بانخفاض قدره 3.44٪ عن الربع الثالث من عام 2018. ولا يزال إنتاج المحاصيل هو المحرك الأكبر للقطاع، حيث استحوذ على 91.6٪ من القطاع في الربع الثالث من عام 2019 بنمو ربع سنوي بلغ 44.12٪. ساهم قطاع الزراعة بنسبة 29.25٪ من إجمالي الناتج المحلي الحقيقي خلال الربع الثالث من عام 2019.

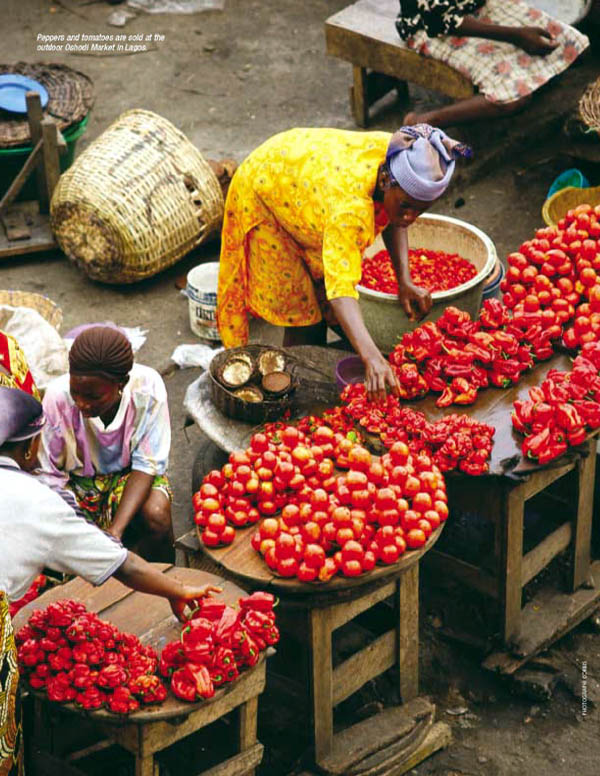
سوق أوشيدي في لاغوس

يُحول هذا القطاع من خلال التسويق التجاري على مستويات المؤسسات الصغيرة والمتوسطة والكبيرة. من ناحية أخرى، واجه القطاع الزراعي النيجيري العديد من التحديات التي تتراوح بين نظام قديم لحيازة الأراضي يحد من الوصول إلى الأراضي (1.8 هكتار / أسرة زراعية)، ومستوى منخفض جدًا لتطوير الري (أقل من 1 في المائة من الأراضي المزروعة مسقية)، والاعتماد المحدود لنتائج البحوث والتقنيات، وارتفاع تكلفة المدخلات الزراعية، وضعف الوصول إلى الائتمان، وعدم كفاءة شراء الأسمدة وتوزيعها، وعدم كفاية مرافق التخزين، وضعف الوصول إلى الأسواق، ومؤخراً، التغيرات في متوسط درجات الحرارة، وهطول الأمطار، والظواهر المناخية المتطرفة والإصابة من الآفات والأمراض التي تسببها الكائنات الحية الناجمة عن تغير المناخ تشكل تحديا كبيرا للزراعة. ويقترن ذلك بالاعتماد الكبير على الزراعة البعلية، الأمر الذي جعل نظام الإنتاج الزراعي شديد التعرض للتغيرات الموسمية الضارة. وقد ساهم كل ذلك في انخفاض الإنتاجية الزراعية (بمتوسط 1.2 طن متري من الحبوب / هكتار) مع ارتفاع الخسائر والنفايات بعد الحصاد في نيجيريا.
تحتل نيجيريا المرتبة السادسة على مستوى العالم والأولى في إفريقيا في إنتاج المزارع.  يمثل القطاع حوالي 18٪ من الناتج المحلي الإجمالي وحوالي ثلث العمالة. نيجيريا لديها 19 مليون رأس ماشية، وهي الأكبر في أفريقيا. على الرغم من أن نيجيريا لم تعد مُصَدرًا رئيسيًا، نظرًا لازدهار الاستهلاك المحلي، إلا أنها لا تزال مُنتجًا رئيسيًا للعديد من المنتجات الزراعية، بما في ذلك: الكاكاو والفول السوداني والمطاط وزيت النخيل. زاد إنتاج الكاكاو، ومعظمه من الأصناف المتقادمة والأشجار الفائضة، من حوالي 180 000 طن سنويًا إلى 350 000 طن.
تشمل المنتجات الزراعية الرئيسية الكسافا (التابيوكا) والذرة والكاكاو والدخن وزيت النخيل والفول السوداني والأرز و المطاط والذرة الرفيعة و البطاطا. في عام 2003، تميز الإنتاج الحيواني، بالطن المتري، البيض والحليب ولحم البقر ولحم العجل والدواجن ولحم الخنزير على التوالي. في نفس العام، بلغ إجمالي صيد الأسماك بـ505,8 طن متري. بلغ إجمالي عمليات استخراج الأخشاب المستديرة أقل بقليل من 70 مليون متر مكعب، وقدر إنتاج الخشب المنشور بنحو مليوني متر مكعب. يعاني القطاع الزراعي من إنتاجية متدنية للغاية مما يعكس اعتماده على الأساليب القديمة. فشلت الزراعة في مواكبة النمو السكاني السريع لنيجيريا، حتى أن الدولة، التي كانت تصدر الغذاء في السابق، تستورد الآن كمية كبيرة من الغذاء للحفاظ على نفسها. ومع ذلك، تُبذل الجهود من أجل جعل غذاء البلد كافياً مرة أخرى.
أنتجت نيجيريا في 2018:

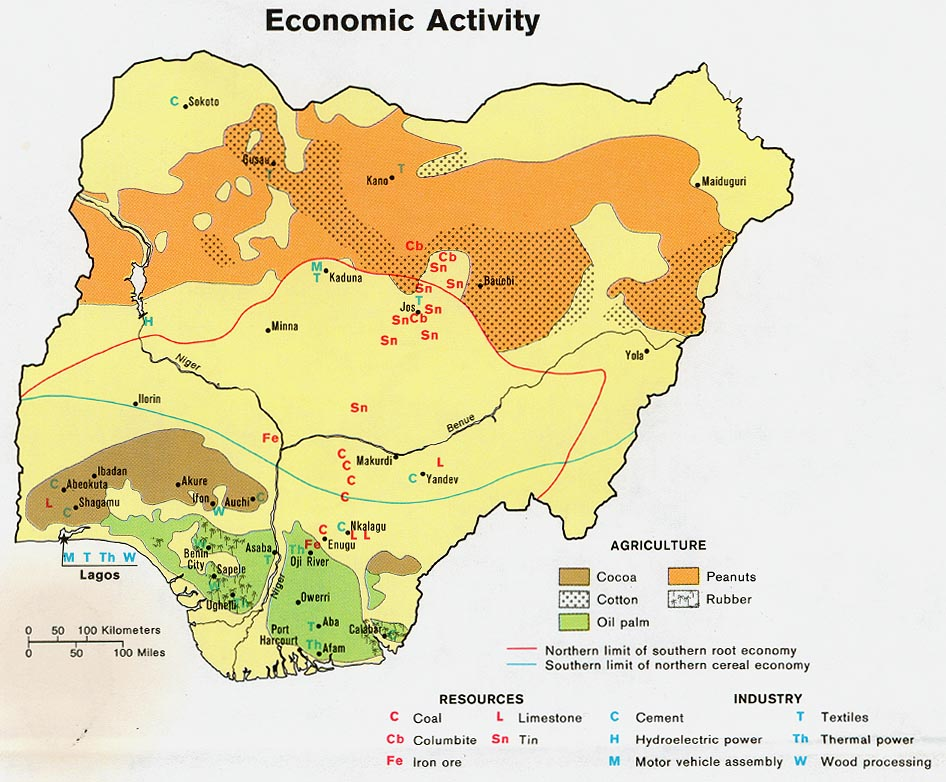
خريطة للمنتجات الزراعية الرئيسية في نيجيريا.

- 59.4 مليون طن من الكسافا (أكبر منتج في العالم) ؛
- 47.5 مليون طن من البطاطا الحلوة (أكبر منتج في العالم) ؛
- 10.1 مليون طن من الذرة (المرتبة 14 في قائمة أكبر الدول المنتجة في العالم) ؛
- 7.8 مليون طن من زيت النخيل (المرتبة الرابعة في قائمة أكبر الدول المنتجة في العالم، بعد إندونيسيا، ماليزيا، تايلند) ؛
- 7.5 مليون طن من الخضار،
- 6.8 مليون طن من الذرة (المرتبة 2 في قائمة أكبر الدول المنتجة في العالم بعد الولايات المتحدة الأمريكية) ؛
- 6.8 مليون طن من الأرز (المرتبة 14 في قائمة أكبر الدول المنتجة في العالم) ؛
- 4 مليون طن من البطاطا الحلوة (المرتبة 3 في قائمة أكبر الدول المنتجة في العالم بعد الصين وملاوي)،
- 3.9 مليون طن من الطماطم (المرتبة 11 في قائمة أكبر الدول المنتجة في العالم) ؛
- 3.3 مليون طن من القلقاس (أكبر منتج في العالم) ؛
- 3 مليون طن من الموز (المرتبة 5 في قائمة أكبر الدول المنتجة في العالم) ؛
- 2.8 مليون طن من الفول السوداني (المرتبة 3 في قائمة أكبر الدول المنتجة في العالم بعد الصين و الهند) ؛
- 2.6 مليون طن من اللوبيا (أكبر منتج في العالم) ؛
- 2.2 مليون طن من الدخن (المرتبة 4 في قائمة أكبر الدول المنتجة في العالم بعد الهند، النيجر و السودان) ؛
- 2 مليون طن من البامية (المرتبة 2 في قائمة أكبر الدول المنتجة في العالم، بعد الهند) ؛
- 1.6 مليون طن من الأناناس (المرتبة 7 في قائمة أكبر الدول المنتجة في العالم) ؛
- 1.4 مليون طن من قصب السكر،
- 1.3 مليون طن من البطاطا،
- 949 ألف طن من المانجو (بإضافة مانغوستين والجوافة)،
- 938 ألف طن من البصل،
- 833 ألف طن من البابايا (المرتبة 6 في قائمة أكبر الدول المنتجة في العالم) ؛
- 758 ألف طن من فول الصويا،
- 747 ألف طن من الفلفل الأخضر،
- 585 ألف طن من الفستق الأفريقي،
- 572 ألف طن من بذور السمسم (المرتبة 4 في قائمة أكبر الدول المنتجة في العالم بعد السودان وميانمار الهند) ؛
- 369 ألف طن من الزنجبيل (المرتبة 3 في قائمة أكبر الدول المنتجة في العالم بعد الهند والصين) ؛
- 332 ألف طن من الكاكاو (المرتبة 4 في قائمة أكبر الدول المنتجة في العالم بعد ساحل العاج وغانا إندونيسيا) ؛
- 263 ألف طن من الشيا،

بالإضافة إلى إنتاج أصغر من المنتجات الزراعية الأخرى.
|             | 1980      | 2000       | 2016      |
| ----------- | --------- | ---------- | --------- |
| الذرة       | 612000    | 4،107،000  | 764،678   |
| الدخن       | 2،824،000 | 5،814،000  | 1،468،668 |
| ذرة غينيا   | 3،690،000 | 711000     | 6،939،335 |
| بطاطا       | 5،250،000 | 26،210،000 | 44109.615 |
| الكسافا     | 11500000  | 32697000   | 57134478  |
| حقل الأرز   | 1،090،000 | 3،298،000  | 6،070،813 |
| بذور البطيخ | 94000     | 345000     | 569398    |
| كوكويام     | 208000    | 3،886،000  | 3،175،842 |
| بذور السمسم | 15000     | 72000      | 460،988   |

### النفط
تقدر احتياطيات النفط المؤكدة في نيجيريا بـ 35 بليون برميل (5.6×109 م3) واحتياطيات الغاز الطبيعي تزيد عن 100 تريليون قدم مكعب (2,800 كـم3)، ونيجيريا عضو في منظمة البلدان المصدرة للنفط (أوبك).
أنواع النفط الخام التي تصدرها نيجيريا هي نفط بوني الخفيف، ونفط فوركادوس الخام، ونفط كوا لبو الخام ونفط نهر براس الخام. لا يزال قطاع النفط في نيجيريا يعاني من علاقات الشركات السيئة مع المجتمعات الأصلية، ومن تخريب البنية التحتية النفطية، والأضرار البيئية الشديدة، ومشاكل الأمن الشخصي في جميع أنحاء منطقة إنتاج النفط في دلتا النيجر.
ومن بين الجهود جارية  لحلحلة هذه المشاكل. أُنشأ كيان جديد، لجنة تنمية دلتا النيجر (NDDC)، للمساعدة في تحفيز التنمية الاقتصادية والاجتماعية في المنطقة.
احتلت نيجيريا المرتبة العاشرة بين أكبر منتجي النفط في عام 2005. في عام 2009، لم تكن نيجيريا من بين أكبر عشرة منتجين للنفط الخام، لكنها كانت خامس دولة مصدرة للنفط (102 مليون طن).
تظل الولايات المتحدة أكبر مشترٍ للنفط الخام لنيجيريا، حيث تمثل 40٪ من إجمالي صادرات البلاد من النفط ؛ توفر نيجيريا حوالي 10٪ من إجمالي واردات الولايات المتحدة من النفط وتحتل المرتبة الخامسة كأكبر مصدر للنفط المستورد من الولايات المتحدة.
وتعتبر المملكة المتحدة هي الشريك التجاري الأكبر لنيجيريا تليها الولايات المتحدة. على الرغم من أن الميزان التجاري لصالح نيجيريا بفارق كبير، بفضل صادرات النفط، يُعتقد أن جزءًا كبيرًا من الصادرات الأمريكية إلى نيجيريا يدخل البلاد خارج الإحصاءات الرسمية للحكومة النيجيرية، بسبب سعي المستوردين لتجنب الرسوم الجمركية في نيجيريا. وضعت الحكومة النيجيرية برنامج تفتيش كامل لجميع الواردات، ويستمر الإنفاذ.
عمومًا، خُفضت التعريفات النيجيرية المرتفعة والحواجز غير الجمركية تدريجياً،  ولكن لا يزال هناك الكثير من التقدم الذي يتعين إحرازه. وتُشجع الحكومة أيضًا التوسع في الاستثمارات الأجنبية، رغم أنه لا يزال مناخ الاستثمار في البلاد صعبًا للجميع ولكنه الأكثر تصميما. يبلغ رصيد الاستثمار الأمريكي ما يقرب من 7 مليارات دولار، معظمها في قطاع الطاقة. إكسون موبيل وشيفرون أكبر شركتين أمريكيتين في إنتاج النفط والغاز البحري. بدأت صادرات كبيرة من الغاز الطبيعي المسال في أواخر عام 1999 ومن المقرر أن تتوسع حيث تسعى نيجيريا إلى القضاء على حرق الغاز بحلول عام 2008.
يبلغ سعر سعر البنزين عند المضخة في 14 مايو 2020 حوالي 123.500 نيرة في محطات التزود بالوقود في جميع أنحاء نيجيريا، حيث أنه في وقت سابق من أبريل 2020، أعلنت الحكومة الفيدرالية عن تخفيض سعر البنزين المحطة إلى 123.50 نيرة لكل لتر. أدت الزيادة الأولية في سعر البنزين (Premium Motor Spirit) من حوالي 65 نيرة إلى 140 نيرة نتيجة لإلغاء دعم الوقود في 1 يناير 2012، إلى إضراب شامل واحتجاجات ضخمة في جميع أنحاء البلاد. ثم توصل الرئيس جودلاك إبيلي جوناثان في وقت لاحق إلى اتفاق مع حزب العمال النيجيري وخفض سعر المضخة إلى 97 نايرا. خُفض السعر عند المضخة بمقدار 10 إلى 87 نيرة في الفترة التي سبقت الانتخابات العامة لعام 2015. لكن بعد انتخاب محمد بخاري، رُفع دعم الوقود مرة أخرى، وعاد سعر المضخة إلى الارتفاع، على الرغم من انخفاض أسعار النفط.
منذ انخفاض أسعار النفط في عامي 2015 و 2016، حدت سياسة سعر الصرف الحكومية من خفض الرئيس محمد بخاري لقيمة النيرة بسبب مخاوف التضخم.

#### أسعار الوقود
التسلسل الزمني لارتفاع سعر الوقود
- يونيو 2000، سعر البترول 22 نيرة للتر.
- 1 يناير 2002 زيادة السعر من 22 نيرة إلى 26 نيرة للتر.
- 23 يونيو 2003 زيادة سعر الحكومة الفيدرالية من 26 نيرة إلى 40 نيرة للتر.
- 29 مايو 2004 زيادة سعر الحكومة الفيدرالية من 40 نيرة إلى 50 نيرة للتر.
- أغسطس 2004 زيادة سعر الحكومة الفيدرالية من 50 نيرة إلى 65 نيرة للتر.
- 27 مايو 2007 سعر وقود غاز 75 نيرة لكل لتر. بعد الاحتجاج على الزيادة خفضت الحكومة سعر المضخة إلى 65 نيرة للتر الواحد في يونيو 2007.
- 1 يناير 2012 أعلنت الحكومة الفيدرالية عن دعم الوقود لزيادة سعر PMS إلى 141 نيرة للتر. حدثت احتجاجات ضد الزيادات ومسيرة الآلاف في الشارع، مما حدا بالحكومة في وقت لاحق لخفض السعر إلى 97 نيرة للتر.
- 18 يناير 2015 - بسبب الانهيار في سعر النفط الخام للسوق الدولية، أعلنت وزيرة البترول السابقة ديزاني أليسون عن تخفيض سعر البنزين (Premium Motor Spirit) من 97 نيرة إلى 87 نيرة.
- مايو 2016، ارتفع سعر البنزين في وقت لاحق إلى 145 نيرة لكل لتر، صرح وزير الدولة للبترول ايبي كاتشيكو إن الزيادة تأتي لتوازن بأسعار مختلفة، حيث يدفع النيجيريون لشراء الوقود من المسوقين من أجل ندرة الوقود.
- مارس 2020 - بسبب الانهيار في أسعار النفط الخام للسوق الدولية، انتقل سعر البنزين (Premium Motor Spirit) من 145 نيرة إلى حوالي 125 نيرة للتر.

#### شركات النفط والغاز المستقلة والمحلية العاملة في نيجيريا.
- أداكس بتروليوم نيجيريا المحدودة [92]
- مجموعة أيتيو [93]
- شركة تحالف موارد الطاقة نيجيريا المحدودة.
- شركة أمني الدولية لتنمية البترول المحدودة [94]
- كافنديش بتروليوم نيجيريا المحدودة.
- كونسوليديتد أويل ليمتد.[95]
- شركة دوبري أويل المحدودة [96]
- شركة الزمرد موارد الطاقة المحدودة [97]
- إيرين إنيرجي (CAMAC سابقًا)
- شركة اكسبريس للبترول والغاز المحدودة.
- الشركة الأولى للاستكشاف وتطوير البترول المحدودة
- موني بولو المحدودة - Mpl
- دلتا النيجر للموارد البترولية المحدودة
- شمال شرق نيجيريا للبترول المحدودة
- شركة بان أوشن أويل نيجيريا المحدودة
- بتروليو البرازيلي النيجيري المحدودة. - بتروبراس.
- سيبلات بترول بي إل سي
- جنوب المحيط الأطلسي للبترول المحدودة
- صن لينك للبترول المحدودة
- شركة يينكا فولاويو للنفط المحدودة.[98]

### الخدمات
تحتل نيجيريا المرتبة 27 عالميًا والأولى في إفريقيا في إنتاج الخدمات.
شهد القطاع المصرفي في نيجيريا نموًا كبيرًا خلال السنوات القليلة الماضية مع دخول البنوك الجديدة إلى السوق المالية، منذ أن عانى من ضائقة شديدة في منتصف التسعينيات.
لا يزال النمو الاقتصادي الذي يقوده القطاع الخاص في وضع حرج بسبب التكلفة العالية لممارسة الأعمال التجارية في نيجيريا، بما في ذلك الحاجة الملحة إلى البنية التحتية الأساسية، والافتقار إلى الإجراءات القانونية الواجبة، واتخاذ القرارات الاقتصادية غير الشفافة، لا سيما في التعاقد الحكومي. في حين أن الممارسات الفاسدة مستشرية، فهي عمومًا أقل وضوحًا مما كانت عليه أثناء الحكم العسكري، وهناك علامات على التحسن. في عام 2013، ذكر البنك الدولي في عام 2013 أنه منذ عام 1999، تمتعت البورصة النيجيرية بأداء قوي، وأن القطاع الخاص في نيجيريا يستخدم الأسهم وسيلةً لتعزيز نمو الشركات بشكل أكبر.

#### المواصلات

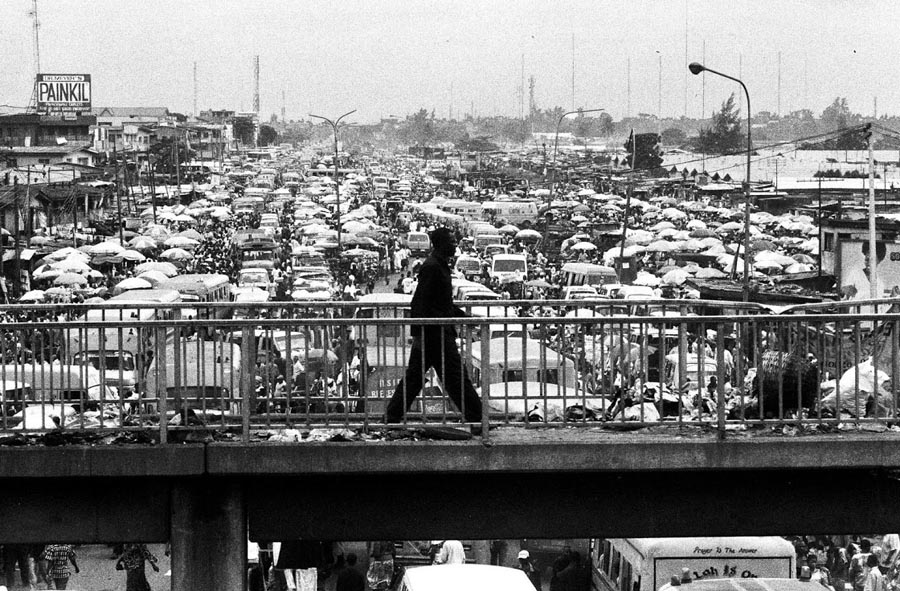
حافلات صغيرة في لاغوس

تعد البنية التحتية المتدهورة أحد أوجه القصور التي تسعى إستراتيجية التنمية الاقتصادية الوطنية النيجيرية (NEEDS) إلى معالجتها. بدأت الحكومة في إصلاح وصيانة شبكة الطرق السيئة في البلاد. نظرًا لأن السكك الحديدية في نيجيريا في وضع متدهر، تحاول الحكومة تصحيح الوضع عن طريق خصخصة شركة السكك الحديدية النيجيرية. وبالمثل، تتبع الحكومة إستراتيجية الخصخصة الجزئية للموانئ من خلال منح الامتيازات لمشغلي الموانئ الخاصة حتى يتمكنوا من تحسين جودة مرافق وعمليات الموانئ.
الموانئ الرئيسية هي آبابا وجزيرة تين كان في لاغوس، بورت هاركورت، وكالابار.
يجري تنفيذ إصلاحات واسعة للطرق وأنشطة بناء جديدة تدريجيًا حيث تنفق حكومات الولايات، على وجه الخصوص، حصصها من مخصصات الإيرادات الحكومية المعززة.
خمسة من مطارات نيجيريا (لاغوس، كانو، بورت هاركورت، إينوجو وأبوجا) تسير حاليًا رحلات إلى وجهات دولية. بدأت القوات الجوية النيجيرية شركة طيران جديدة تسمى نيجيريا المتحدة، بطائرة بوينغ 737-500 في عام 2013. هناك العديد من شركات الطيران النيجيرية الخاصة المحلية، ويمكن الاعتماد على الخدمة الجوية بين المدن النيجيرية عمومًا.

#### السياحة
تركز السياحة في نيجيريا إلى حد كبير على الأحداث، نظرًا للكم الهائل من المجموعات العرقية في البلاد، ولكنها تشمل أيضًا الغابات المطيرة والسافانا والشلالات ومناطق الجذب الطبيعية الأخرى. يقدر مجلس السفر والسياحة العالمي أن الإيرادات المتعلقة بالسياحة والسفر في نيجيريا ستتجاوز مليار دولار أمريكي في عام 2007، وستشكل ما يقرب من 6 ٪ من الناتج المحلي الإجمالي. تعاني الصناعة من ضعف الكهرباء والطرق وجودة المياه في البلاد.

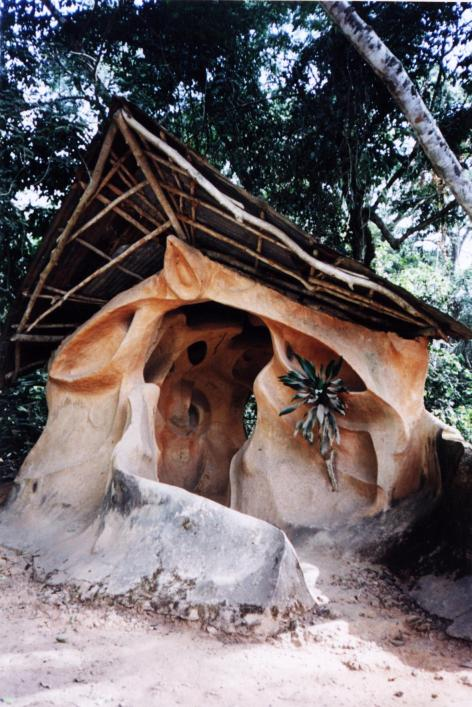
معبد إلهة اليوروبا أوشون في أوسون- أوسوغبو، نقطة جذب للحجاج والسياح على حد سواء.
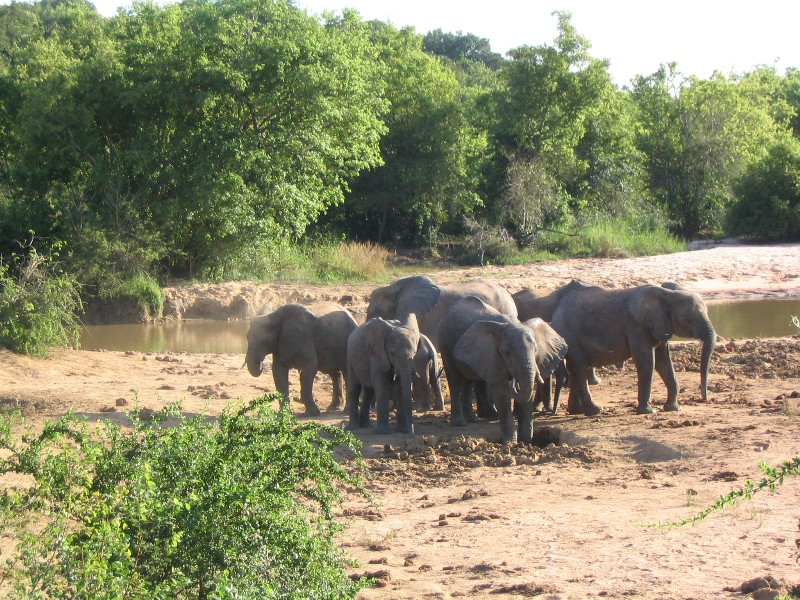
أفيال بوش الأفريقية في حديقة يانكاري الوطنية، ولاية باوتشي.
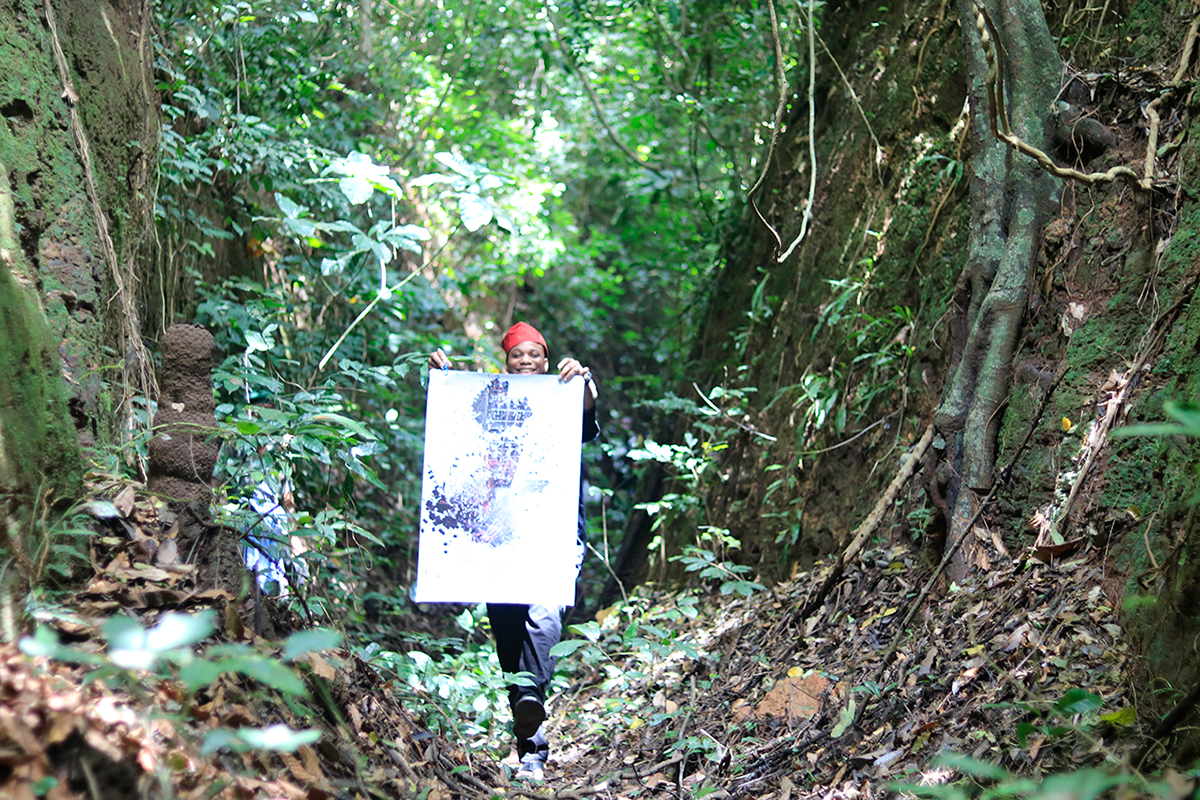
تقني متعدد التخصصات Ade Olufeko داخل إيريدو سونغبو في عام 2017
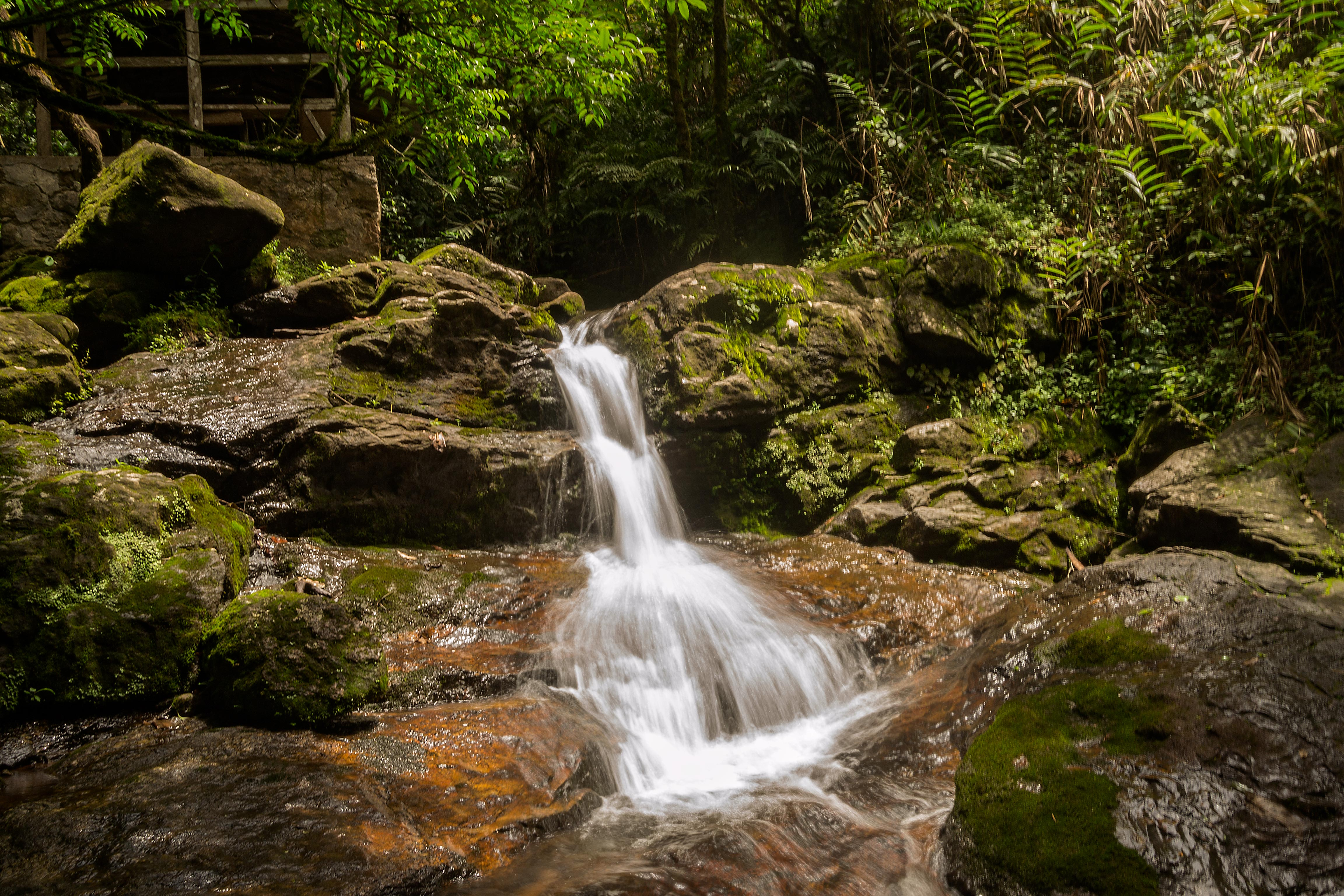
شلال صغير في الكهف يو

### التعدين

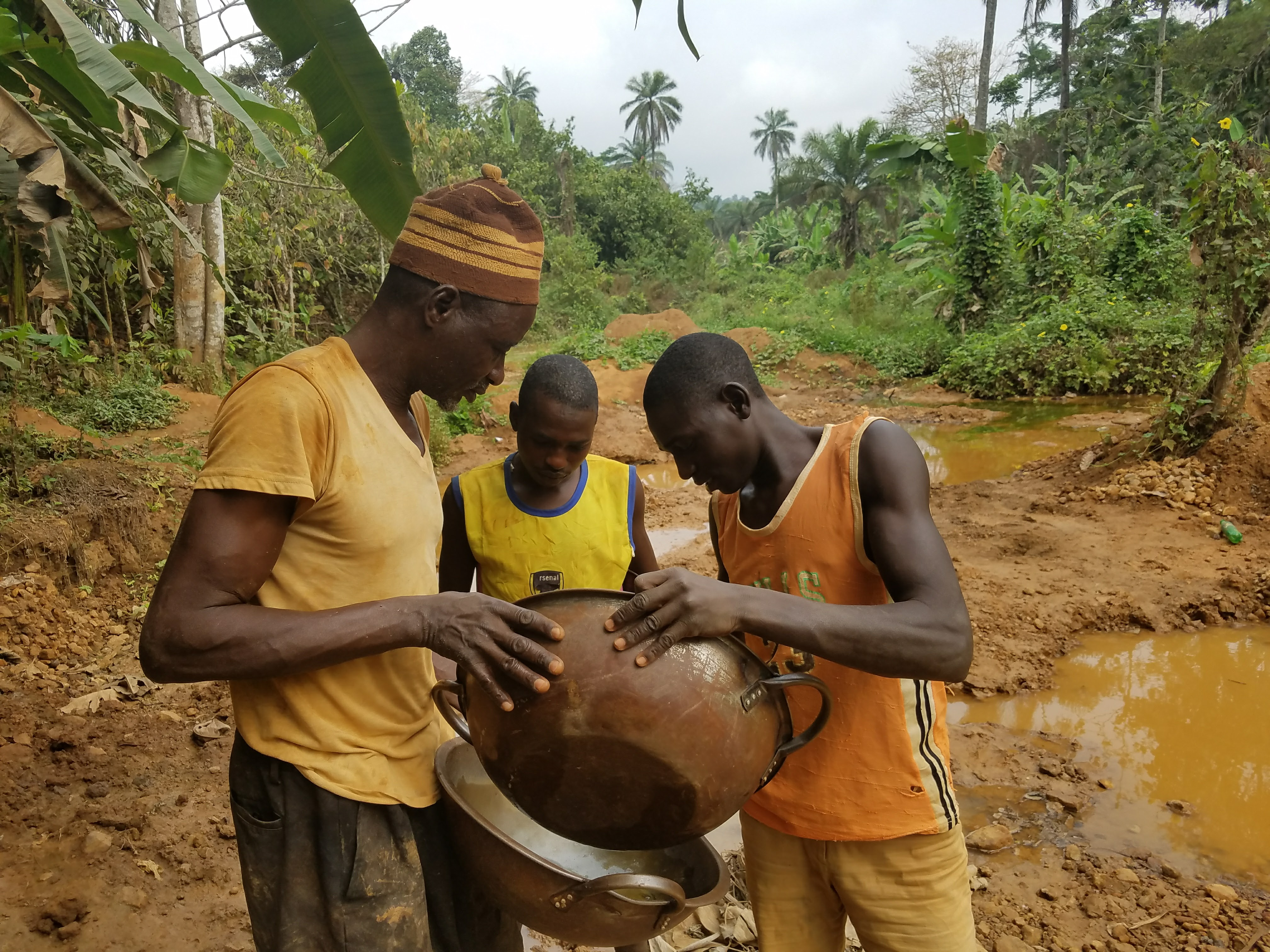
عمال المناجم غير القانونيين في إتاجون بولاية أوسون، يجمعون اكتشافاتهم من الذهب في المقلاة

يمثل تعدين المعادن في نيجيريا 0.3 ٪ فقط من الناتج المحلي الإجمالي، بسبب تأثير مواردها النفطية الهائلة. صناعة التعدين المحلية متخلفة، مما اضطر نيجيريا إلى استيراد المعادن التي يمكن أن تنتجها محليًا، مثل الملح أو خام الحديد. حقوق ملكية الموارد المعدنية مملوكة للحكومة الفيدرالية لنيجيريا، والتي تمنح سندات ملكية للمنظمات لاستكشاف الموارد المعدنية واستخراجها وبيعها. بدأ التعدين المنظم في عام 1903 عندما أنشأت الحكومة الاستعمارية البريطانية هيئة المسح المعدني للمحميات الشمالية. بعد عام، تأسست هيئة المسح المعدني للمحميات الجنوبية. بحلول الأربعينيات من القرن الماضي، كانت نيجيريا مُنتجًا رئيسيًا للقصدير والكولومبيت والفحم. أضر اكتشاف النفط في عام 1956 بصناعات استخراج المعادن، حيث بدأت الحكومة والصناعة في التركيز على هذا المورد الجديد. دفعت الحرب الأهلية النيجيرية في أواخر الستينيات العديد من خبراء التعدين المغتربين إلى مغادرة البلاد. تتعامل وزارة تنمية المعادن الصلبة مع تنظيم التعدين، والتي تشرف على إدارة جميع الموارد المعدنية. التعدين مقنن في قانون المعادن والتعدين الاتحادية لعام 1999. تاريخياً، احتكرت الشركات العامة المملوكة للدولة صناعة التعدين في نيجيريا. أدى ذلك إلى انخفاض الإنتاجية في جميع الصناعات المعدنية تقريبًا. بدأت إدارة أوباسانجو عملية بيع الشركات المملوكة للحكومة إلى مستثمرين من القطاع الخاص في عام 1999. انتعشت صناعة التعدين النيجيرية منذ أن بدأت «أجندة التنويع الاقتصادي»، من النفط والغاز، إلى الزراعة، والتعدين، وما إلى ذلك، في البلاد.
احتكرت شركة الفحم النيجيري (NCC)، وهي شركة شبه حكومية تأسست في عام 1950، تعدين ومعالجة وبيع منتجات الفحم والليغنيت وفحم الكوك حتى عام 1999.
عُثر على رواسب الذهب في شمال نيجيريا، وأبرزها بالقرب من مارو وأنكا وماليلي وتسوون بيرنين غواري كواغا وجورمانا وبن يوري وأوكولوم دوغونداجي وإيبريندو في ولاية أوسون 

### الطاقة
كان استهلاك الطاقة الأولية في نيجيريا حوالي 108 مليون طن في عام 2011. تأتي معظم الطاقة من الكتلة الحيوية التقليدية والنفايات، والتي تمثل 83٪ من إجمالي الإنتاج الأولي. والباقي من الوقود الأحفوري (16٪) والطاقة المائية (1٪).

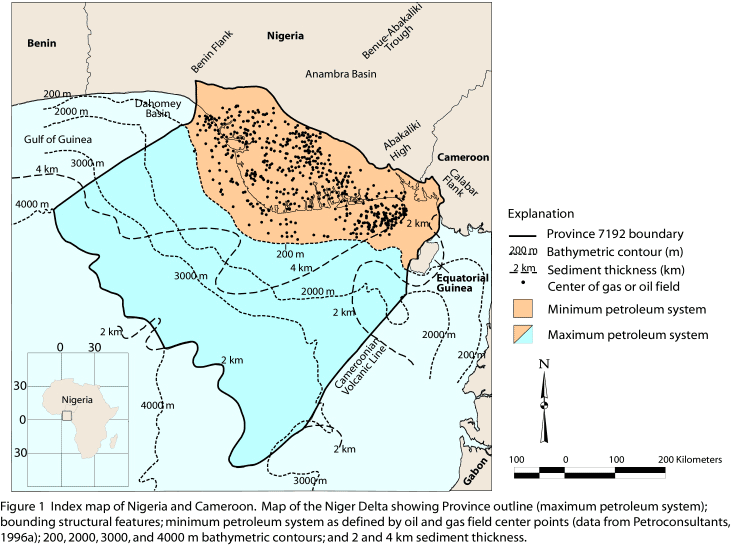
النفط والغاز في نيجيريا

تمتلك نيجيريا احتياطيات نفطية تبلغ حوالي 35 بليون برميل (5.6×109 م3) احتياطيات الغاز حوالي 5 تريليون متر مكعب، في الترتيب العاشر والتاسع في العالم على التوالي. بلغ الإنتاج العالمي في عام 2009 29 بليون برميل (4.6×109 م3) من النفط و 3 تريليون متر مكعب من الغاز الطبيعي. نيجيريا عضو في منظمة البلدان المصدرة للبترول.

#### البيانات
| السنة                                                        | تعداد السكان (مليون) | الطاقة الأولية (تيراوات ساعة) | إنتاج (تيراوات ساعة) | تصدير (تيراوات ساعة) | كهرباء (تيراوات ساعة) | CO 2 انبعاثات (طن متري) |
| ------------------------------------------------------------ | -------------------- | ----------------------------- | -------------------- | -------------------- | --------------------- | ----------------------- |
| 2004                                                         | 128.7                | 1،151                         | 2668                 | 1،508                | 13.4                  | 47.6                    |
| 2007                                                         | 148.0                | 1،241                         | 2،695                | 1445                 | 20.3                  | 51.4                    |
| 2008                                                         | 151.3                | 1،293                         | 2638                 | 1،343                | 19.1                  | 52.4                    |
| 2009                                                         | 154.7                | 1،259                         | 2660                 | 1،419                | 18.6                  | 41.2                    |
| 2010                                                         | 158.42               | 1،315                         | 3،005                | 1،691                | 21.62                 | 45.90                   |
| 2012                                                         | 162.47               | 1،376                         | 2،988                | 1،607                | 24.45                 | 52.85                   |
| 2012R                                                        | 168.83               | 1،555                         | 3160                 | 1،625                | 26.22                 | 64.56                   |
| 2013                                                         | 174.00               | 1،554                         | 2973                 | 1415                 | 24.52                 | 61.00                   |
| طن متري = 11.63 تيراواط ساعة. بريم. تشمل الطاقة خسائر الطاقة |                      |                               |                      |                      |                       |                         |

الكهرباء - الإنتاج: 1 889 مليار كيلوواط ساعة (2009)
الكهرباء - الإنتاج حسب المصدر:
- الوقود الأحفوري: 61.69٪
- هيدرو: 38.31٪
- نووي: 0٪
- أخرى: <.1٪ (1998)

الكهرباء - الاستهلاك: 17,66 مليار كيلوواط ساعة (2009)
الكهرباء - الصادرات: 40 مليون كيلوواط ساعة (2003)
الكهرباء - الواردات: 0 كيلو واط ساعي (1998)
النفط - الإنتاج: 2.35 مليون برميل لكل يوم (374×103 م3/ي) (يوليو 2006 تقديرات.)

### التحويلات الخارجية
المصدر الرئيسي لإيرادات النقد الأجنبي لنيجيريا هو التحويلات المرسلة إلى الوطن من قبل النيجيريين الذين يعيشون في الخارج. في عام 2014، كان 17.5 مليون نيجيري يعيشون في بلدان أجنبية، ففي المملكة المتحدة والولايات المتحدة الأمريكية يتواجد  أكثر من مليوني نيجيري لكل منهما.
وفقًا للمنظمة الدولية للهجرة، شهدت نيجيريا زيادة كبيرة في التحويلات المرسلة إلى الوطن من النيجيريين في الخارج، حيث ارتفعت من 2.3 مليار دولار أمريكي في عام 2004 إلى 17.9 مليار دولار أمريكي في عام 2007، وهو ما يمثل 6.7 ٪ من الناتج المحلي الإجمالي. تمثل الولايات المتحدة الجزء الأكبر من التحويلات الرسمية، تليها المملكة المتحدة وإيطاليا وكندا وإسبانيا وفرنسا. في القارة الأفريقية، تعد مصر وغينيا الاستوائية وتشاد وليبيا وجنوب إفريقيا من البلدان الرئيسية المصدرة لتدفقات التحويلات إلى نيجيريا، بينما تعد الصين أكبر دولة مصدرة للتحويلات في آسيا.

## القوى العاملة
في عام 2015، بلغ عدد القوى العاملة في نيجيريا 74 مليونًا. في عام 2003، كان معدل البطالة 10.8٪ عمومًا ؛ بحلول عام 2015، بلغ معدل البطالة 6.4٪.
منذ عام 1999، دعا مؤتمر العمال النيجيري (NLC)، وهو منظمة جامعة للنقابات، إلى ستة إضرابات عامة للاحتجاج على زيادة أسعار الوقود المحلية. ومع ذلك، في مارس 2005، قدمت الحكومة تشريعًا ينهي احتكار المجلس الوطني للتنظيم النقابي. في ديسمبر 2005، كان مؤتمر العمال النيجيري (NLC) يضغط من أجل زيادة الحد الأدنى للأجور للعمال الفيدراليين. قُلص الحد الأدنى للأجور الحالي، الذي قُدم قبل ست سنوات ولكن لم يُعدل منذ ذلك الحين، بسبب التضخم إلى 42.80 دولارًا أمريكيًا فقط في الشهر.
وفقًا للمنظمة الدولية للهجرة، فقد تضاعف عدد المهاجرين المقيمين في نيجيريا في العقود الأخيرة - من 477135 في عام 1991 إلى 971450 في عام 2005. غالبية المهاجرين في نيجيريا (74٪) هم من دول الجوار الجماعة الاقتصادية لدول غرب إفريقيا (ECOWAS)، وقد زاد هذا العدد كثيرًا خلال العقد الماضي، من 63٪ في عام 2001 إلى 97٪ في عام 2005
يتعين على الحكومة دفع سعر فائدة مرتفع على السندات جزئياً بسبب ارتفاع معدل الخصوبة ؛ هناك الكثير من الأطفال ومدخرات أقل.

### التنمية البشرية

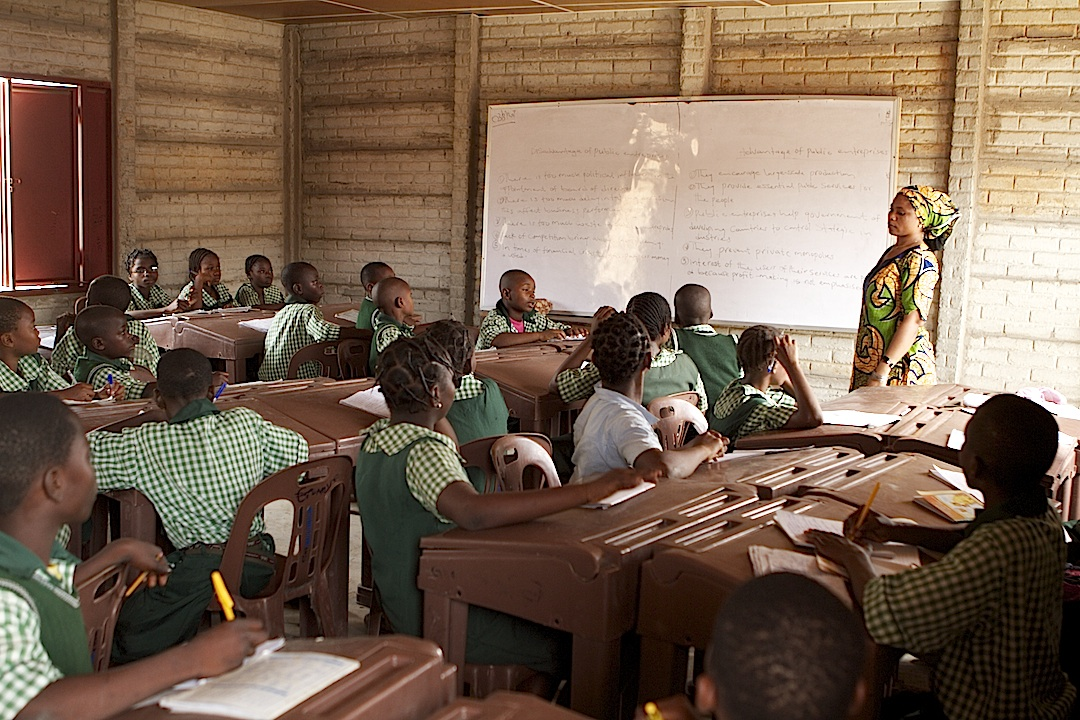
طلاب في مدرسة عامة في ولاية كوارا

يظهر مؤشر التنمية البشرية (HDI) في عام 2012 أن نيجيريا تحتل المرتبة 156 بقيمة 0.459 من بين 187 دولة. اعتبارًا من عام 2015، احتل مؤشر التنمية البشرية لنيجيريا المرتبة 152 في 0.514. القيمة المقارنة لأفريقيا جنوب الصحراء هي 0.475، 0.910 للولايات المتحدة، و 0.694 للمتوسط العالمي.
تشرف وزارة التعليم الاتحادية على التعليم في نيجيريا من . تتحمل السلطات المحلية مسؤولية تنفيذ السياسة التي تسيطر عليها الدولة فيما يتعلق بالتعليم العام والمدارس الحكومية . ينقسم نظام التعليم إلى رياض الأطفال والتعليم الابتدائي والتعليم الثانوي والتعليم العالي . لقد هيمن عدم الاستقرار على الحكومة المركزية في نيجيريا منذ إعلان الاستقلال عن بريطانيا، ونتيجة لذلك، لم ينفذ بنجاح مجموعة موحدة من سياسات التعليم. تميز الاختلافات الإقليمية في الجودة والمناهج الدراسية والتمويل نظام التعليم في نيجيريا. تمتلك نيجيريا حاليًا أكبر عدد من الشباب المتعلمين خارج المدرسة في العالم.
تبلغ قيمة مؤشر التعليم 0.457، مقارنة بالمتوسط في الولايات المتحدة البالغ 0.939. سنوات الدراسة المتوقعة في نيجيريا هي 9.0 (16.00 في الولايات المتحدة)، في حين أن متوسط سنوات الدراسة للبالغين فوق 25 عامًا هو 5.2 عامًا (12.4 عامًا في الولايات المتحدة). بالإضافة إلى ذلك، تواجه نيجيريا أيضًا تفاوتًا مرتفعًا نسبيًا، مما يؤدي إلى تفاقم المشكلة فيما يتعلق بتكوين رأس المال البشري.

## سياسة الحكومة

### التضخم
في ضوء السياسات المالية للقطاع العام التوسعية في عام 2001، سعت الحكومة إلى طرق لمنع ارتفاع التضخم، مما أدى إلى تنفيذ سياسات نقدية أقوى من قبل البنك المركزي النيجيري (CBN) ونقص الإنفاق من المبالغ المدرجة في الميزانية.  استقر سعر الصرف الرسمي للنيرة عند حوالي 112 نيرة مقابل الدولار نتيجة لجهود البنك المركزي النيجيري. أدى الجمع بين جهود البنك المركزي النيجيري لدعم قيمة النيرة والسيولة الزائدة الناتجة عن الإنفاق الحكومي إلى خفض العملة بنحو 20٪ في السوق الموازية (غير الرسمية).
كان الشرط الرئيسي للانطلاقة الإقتصادية هو سد الفجوة بين أسعار الصرف الرسمية والسوق الموازية. يرتبط سوق الصرف الأجنبي بين البنوك (IFEM) ارتباطًا وثيقًا بالسعر الرسمي. في ظل IFEM، يمكن للبنوك وشركات النفط والبنك المركزي النيجيري شراء أو بيع العملات الأجنبية بأسعار تحت تأثير الحكومة. ومع ذلك، فإن الكثير من الاقتصاد غير الرسمي لا يمكنه الوصول إلى النقد الأجنبي إلا من خلال السوق الموازية. يمكن للشركات الاحتفاظ بحسابات محلية في البنوك الخاصة، ولأصحاب الحسابات استخدام غير مقيد للأموال.
كما أدى الإنفاق الحكومي الموسع إلى زيادة الضغط على أسعار المستهلكين. وبلغ معدل التضخم الذي كاد يختفي في أبريل 2000 14.5٪ بنهاية العام و 18.7٪ في أغسطس 2001. في عام 2000، أدى ارتفاع أسعار النفط إلى زيادة الإيرادات الحكومية إلى أكثر من 16 مليار دولار، أي ضعف مستوى عام 1999. طالبت حكومات الولايات والحكومات المحلية بالوصول إلى هذه العائدات «غير المتوقعة»، مما أدى إلى شد الحبل بين الحكومة الفيدرالية، التي سعت إلى السيطرة على الإنفاق، وحكومات الولايات التي ترغب في زيادة الميزانيات، مما منع الحكومة من توفير مخصصات لفترات انخفاض أسعار النفط.
في عام 2016، كان سعر صرف النيرة في السوق السوداء أعلى بحوالي 60٪ من السعر الرسمي. يطلق البنك المركزي حوالي 200 مليون دولار كل أسبوع بسعر الصرف الرسمي. ومع ذلك، تشير بعض الشركات إلى أن الميزانيات تشمل الآن 30٪ «علاوة» تُدفع لمسؤولي البنك المركزي للحصول على الدولار.
خلال شهر أغسطس 2020، ارتفع معدل التضخم في نيجيريا بسبب استمرار ارتفاع أسعار المواد الغذائية، حيث قدر مكتب الإحصاءات الوطني اتفاع أسعار المستهلكين بنسبة 13.2% مقارنة بنفس الشهر من العام الماضي، وبنسبة 12.8% مقارنة بشهر يوليو الماضي.

### الإصلاح التدريجي
دعمت حكومة أوباسانجو النمو الاقتصادي الذي يقوده «القطاع الخاص» و «الموجه نحو السوق» وبدأت جهود الإصلاح الاقتصادي المكثفة. على الرغم من تعثر حملة الحكومة لمكافحة الفساد، كان التقدم ملحوظًا في إدخال الشفافية والمساءلة في صنع القرار الاقتصادي. ولا تزال آلية سعر الصرف المزدوج التي ألغيت رسمياً في ميزانية 1999 قائمة في الواقع.
خلال عام 2000، أظهر برنامج الخصخصة الحكومي بوادر الحياة والوعود الحقيقية بتحويل ناجح للقطاع الخاص للبنوك المملوكة للدولة وشركات توزيع الوقود ومصانع الأسمنت. ومع ذلك، فقد تباطأت عملية الخصخصة إلى حد ما مع مواجهة الحكومة لشركات شبه حكومية رئيسية مثل شركة الهاتف الحكومية نيتل والخطوط الجوية النيجيرية. شجع المزاد الناجح لتراخيص اتصالات جي إس إم في يناير 2001 الاستثمار في هذا القطاع الحيوي.
على الرغم من عرقلة رغبة الحكومة حتى الآن في تحرير أسعار البترول النهائية، إلا أن مصافي التكرير الحكومية، المشلولة تقريبًا في عام 2000، تنتج بقدرات أعلى بكثير. بحلول أغسطس 2001، اختفت خطوط البنزين في معظم أنحاء البلاد. لا تزال الحكومة تعتزم متابعة رفع القيود على الرغم من المعارضة الداخلية الكبيرة، لا سيما من مؤتمر العمال النيجيري. لتلبية طلب السوق، تتكبد الحكومة خسائر كبيرة في استيراد البنزين لبيعه بأسعار مدعومة.

## العلاقات الاقتصادية الخارجية
تدور العلاقات الاقتصادية الخارجية لنيجيريا حول دورها في إمداد الاقتصاد العالمي بالنفط والغاز الطبيعي، حتى في الوقت الذي تسعى فيه البلاد إلى تنويع صادراتها، ومواءمة التعريفات بما يتماشى مع الاتحاد الجمركي المحتمل الذي تسعى إليه المجموعة الاقتصادية لدول غرب إفريقيا (إيكواس). وتشجيع تدفقات المحافظ الأجنبية والاستثمار المباشر. في أكتوبر 2005، نفذت نيجيريا التعريفة الخارجية المشتركة للمجموعة الاقتصادية لدول غرب أفريقيا، والتي خفضت عدد نطاقات التعريفة الجمركية.
قبل هذا التعديل، كانت التعريفات تشكل ثاني أكبر مصدر دخل لنيجيريا بعد صادرات النفط. في عام 2005، حققت نيجيريا تقدمًا كبيرًا عندما توصلت إلى اتفاق مع نادي باريس لإلغاء ديونها الثنائية من خلال مجموعة من عمليات التخفيض وإعادة الشراء. انضمت نيجيريا إلى منظمة البلدان المصدرة للنفط في يوليو 1971 ومنظمة التجارة العالمية في يناير 1995.
إذا اكتمل التحول العالمي إلى الطاقة المتجددة وتوقف الطلب الدولي على موارد نيجيريا البترولية، فسوف تضعف نيجيريا كثيرًا. صُنفت في المرتبة 149 من بين 156 دولة في مؤشر المكاسب والخسائر الجيوسياسية بعد انتقال الطاقة (GeGaLo).

### التجارة الخارجية

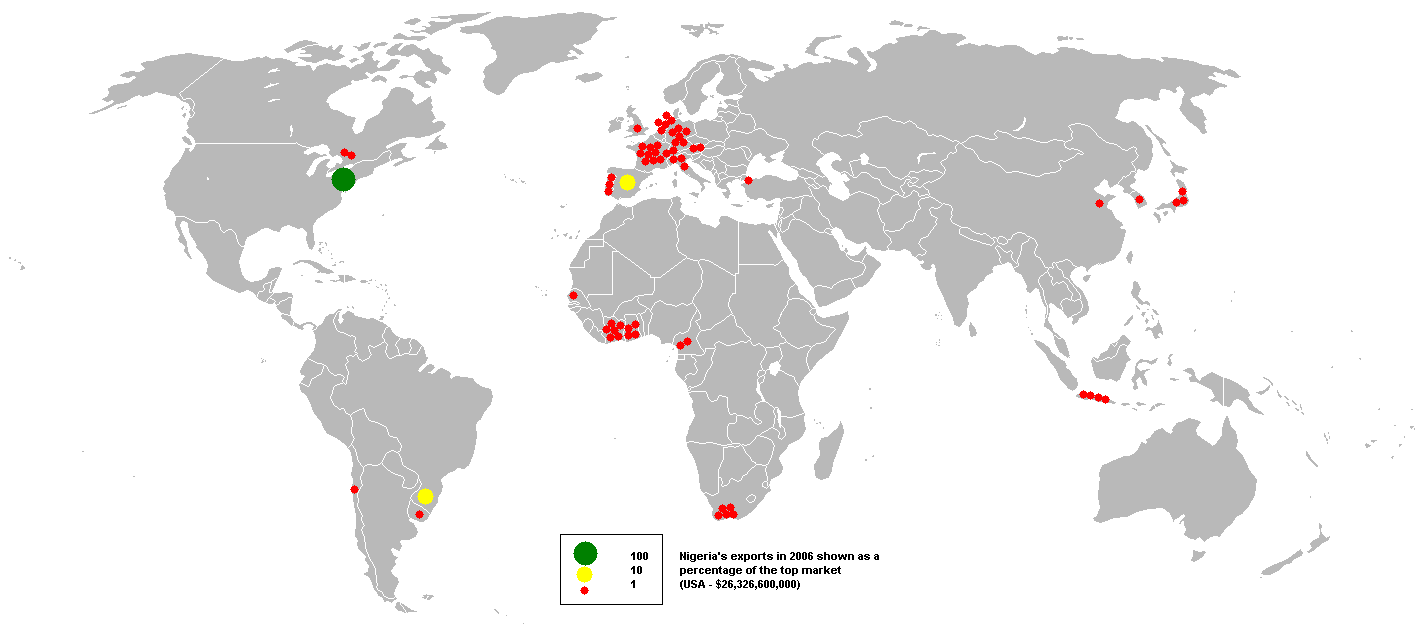
صادرات نيجيريا في عام 2006.

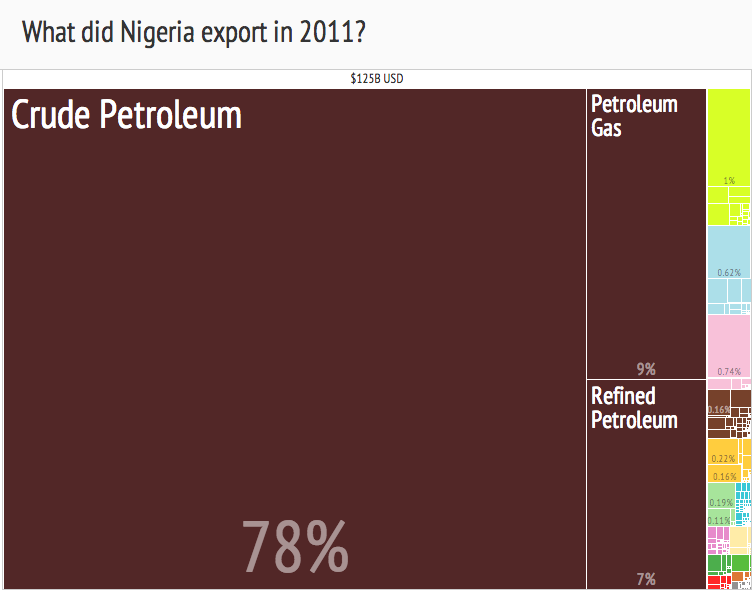
تمثيل نسبي لصادرات نيجيريا.

في عام 2017، استوردت نيجيريا بضائع بقيمة 34,2 مليار دولار أمريكي. في عام 2017، كانت المصادر الرئيسية للواردات هي الصين (28٪) وبلجيكا-لوكسمبورغ (8.9٪) وهولندا (8.3٪) وكوريا الجنوبية (6.4٪) والولايات المتحدة (6.0٪) وجمهورية الهند (4.6٪). كانت الواردات الرئيسية هي السلع المصنعة والآلات ومعدات النقل والمواد الكيميائية والأغذية والحيوانات الحية.
في عام 2017، صدرت نيجيريا حوالي 46,68 مليار دولار من السلع. في عام 2017، كانت الوجهات الرئيسية للصادرات هي الهند (18٪) والولايات المتحدة (14٪) وإسبانيا (9.7٪) وفرنسا (6.0٪) وهولندا (4.9٪). في عام 2017، شكل النفط 83٪ من صادرات البضائع. المطاط الطبيعي والكاكاو هي الصادرات الزراعية الرئيسية للبلاد.
في عام 2005، سجلت نيجيريا فائضًا تجاريًا بقيمة 26 مليار دولار أمريكي، وهو ما يعادل 20٪ تقريبًا من الناتج المحلي الإجمالي. في عام 2005، حققت نيجيريا رصيد حساب جاري إيجابي بلغ 9,6 مليار دولار أمريكي. العملة النيجيرية هي النيرة (NGN). اعتبارًا من يونيو 2006، كان سعر الصرف حوالي 1 دولار أمريكي = 128.4 نيرة. اعتبارًا من يونيو 2019، يبلغ 1 دولار أمريكي = 357  نيرة . في السنوات الأخيرة، وسعت نيجيريا علاقاتها التجارية مع البلدان النامية الأخرى مثل الهند. نيجيريا هي أكبر مورد أفريقي للنفط الخام إلى الهند - فهي تصدر سنويًا 400,000 برميل لكل يوم (64,000 م3/ي) للهند بقيمة 10 مليار دولار أمريكي سنويًا.
الهند هي أكبر مشترٍ للنفط النيجيري الذي يلبي 20٪ إلى 25٪ من الطلب المحلي على النفط في الهند. وتشارك شركات النفط الهندية أيضًا في عمليات التنقيب عن النفط في نيجيريا ولديها خطط لإنشاء مصافي تكرير هناك.
ارتفع حجم التجارة بين نيجيريا والمملكة المتحدة بنسبة 35٪ من دولار أمريكي 6.3 مليار في عام 2010 ل دولار أمريكي 8.5 مليار في عام 2011.

### الدين الخارجي
في عام 2012، كان الدين الخارجي لنيجيريا يقدر بـ 5.9 مليار دولار و 5.6 تريليون N5.6 محلي - مما يجعل إجمالي الدين 44 مليار دولار 
في أبريل 2006، أصبحت نيجيريا أول دولة أفريقية تسدد بالكامل ديونها المستحقة لنادي باريس. نُظمت هذا على شكل شطب ديون بقيمة 18 مليار دولار تقريبًا ودفع نقدي يبلغ حوالي 12 مليار دولار.

### الاستثمار الأجنبي
في عام 2012، تلقت نيجيريا صافي تدفق داخلي بقيمة 85.73 مليار دولار أمريكي من الاستثمار الأجنبي المباشر، جاء الكثير منه من النيجيريين في الشتات. وُجه معظم الاستثمار الأجنبي المباشر نحو قطاعي الطاقة والبنوك. أي جمهور مصمم لتشجيع تدفق رأس المال الأجنبي قادر على خلق فرص عمل داخل الاقتصاد المحلي. كان الهدف من مرسوم ترويج الشركات النيجيرية (NEP) لعام 1972 (المعدل في 1977) هو تقليل الاستثمار في الاقتصاد النيجيري.
بلغت القيمة الرأسمالية لسوق الأوراق المالية للشركات المدرجة في نيجيريا 97.75 مليار دولار في 15 فبراير 2008 من قبل البورصة النيجيرية .

### البنوك السويسرية تعيد أموال أباتشا المسروقة
قالت وزارة الخارجية السويسرية إنها بذلت كل ما في وسعها لضمان استخدام الأموال التي سرقها الدكتاتور النيجيري الراحل ساني أباتشا بشكل صحيح في وطنه. كانت السلطات ترد على مزاعم بأن 200 مليون دولار (240 مليون فرنك سويسري) من 700 مليون دولار أعادتها البنوك السويسرية إلى نيجيريا قد اختلست.

## البيانات
دخل الأسرة أو استهلاك النسبة المئوية
- أدنى 10٪: 2.6٪
- أعلى 10٪: 35.8٪ (1996-1997)

الصناعات
النفط الخام والفحم والقصدير والكولومبايت وزيت النخيل والفول السوداني والقطن والمطاط والخشب والجلود والمنسوجات و الإسمنت ومواد البناء الأخرى والمنتجات الغذائية والأحذية والكيماويات والأسمدة والطباعة و السيراميك والصلب والصناعات الصغيرة بناء وإصلاح السفن التجارية 
معدل نمو الإنتاج الصناعي
4.7٪ (تقديرات 2010)
الزراعة - المنتجات
الكاكاو والفول السوداني وزيت النخيل والذرة والأرز والذرة الرفيعة والدخن والكسافا ( التابيوكا ) و اليام والمطاط ؛ الماشية والأغنام والماعز والخنازير. خشب. والسمك
أسعار الصرف

| السنة  | 2019 | 2012  | 2009  | 2006 | 2005 | 2004   | 2003   | 2002   | 2001   |
| ------ | ---- | ----- | ----- | ---- | ---- | ------ | ------ | ------ | ------ |
| القيمة | 358  | 157.3 | 149.5 | 120  | 128  | 132.89 | 129.22 | 120.58 | 111.23 |

## روابط خارجية
- التوظيف في الحكومة الفيدرالية النيجيرية jobs.ng 23 فبراير 2020
- تتضمن هذه المقالة مواد في الملكية العامة خاصة في Library of Congress Country Studies موقع http://lcweb2.loc.gov/frd/cs/.
- تقرير البنك الدولي الاقتصادي عن نيجيريا، مايو 2013
- اقتصاد نيجيريا على مشروع الدليل المفتوح
- موجز البنك الدولي لإحصاءات التجارة في نيجيريا
- أحدث بيانات التجارة في نيجيريا على خريطة التجارة الخاصة بمركز التجارة الدولية

## الهوامش
- 1 : الذي لم يُدرج في الأرقام الرسمية
- 2 : مرة أخرى، مع إدراج القطاع غير الرسمي، تشير التقديرات إلى أن نصيب الفرد من الناتج المحلي الإجمالي يحوم حول 3900 دولار للفرد.
- 3 : زاد عدد السكان من 120 مليون عام 2000 إلى 160 مليون عام 2010
- 5 : الذي حكم نيجيريا من 1993 إلى 1998

## مزيد من القراءة
- The World Bank Economic Report on Nigeria, May 2013